# Слово пацана. Кров на асфальті
«Слово пацана. Кров на асфальті» (рос. Слово пацана. Кровь на асфальте)  — російський кримінальний серіал 2023 року про молодіжні банди Казані кінця 1980-х років, знятий режисером Жорою Крижовніковим. Головні ролі виконали Леон Кемстач, Рузіль Мінекаєв, Іван Янковський, Анастасія Красовська. Прем'єра відбулася 9 листопада 2023 року на російських онлайн-відеосервісах Wink та Start.

## Сюжет
Дія серіалу відбувається наприкінці 1980-х років у Казані. Його герої — представники радянської молоді, які поступово вливаються у світ кримінальних суперечок.
Головний герой — 14-річний хлопець Андрій з сім'ї інтелігентів, який приєднується до молодіжного вуличного угруповання «Універсам» за прикладом свого нового друга, хулігана Марата. «Універсам» бореться за контроль над Казанню проти угрупувань «Хаді Такташ» і «Кінопльонка». Через це Андрієм починає цікавитись міліція, зокрема чесна молода міліціонерка Ірина Сергіївна, та потенційний вітчим Андрія, суворий оперативник Ільдар.
Старший брат Марата, Вова, належить до «Універсаму». Коли Вова пішов на війну в Афганістані, угрупування очолив хлопець на прізвисько Кощій. Після повернення з війни Вова невдоволений тим, як Кощій керує. Під час бійки гине один з учасників «Універсаму» на прізвисько Єралаш і це стає поштовхом до подальшого наростання ворожнечі. Андрій залучається до пошуків винних.
Вова з товаришами очолює «Універсам» внаслідок заколоту проти Кощія. Завдяки краденому відеомагнітофону Вова засновує успішний відеосалон і домовляється про мир з «Хаді Такташ». Тим часом Ільдар намагається дізнатися від Андрія особи учасників бійок. Мати Андрія розчаровується в синові та його друзях і потрапляє до психіатричної клініки. Ільдар обіцяє владнати проблеми хлопця.
Банда «Домобитовські», очолювана Жовтим, здійснює напад на «Універсам», мотивуючи це відплатою за вкрадений відеомагнітофон. Жовтий принижує Вову, калічить Марата, відбирає їхнє майно, а дівчину Марата ґвалтують. Вова потім задля помсти вчиняє розправу над кривдниками, в якій Жовтий гине.

## Акторський склад
| Актор                | Роль                                                                         |
| -------------------- | ---------------------------------------------------------------------------- |
| Іван Янковський      | Вова «Адідас», учасник і потім керівник угрупування «Універсам», брат Марата |
| Сергій Бурунов       | батько Вови і Марата                                                         |
| Рузіль Мінекаєв      | Марат, молодий учасник угрупування «Універсам», друг Андрія, брат Вови       |
| Леон Кемстач         | Андрій                                                                       |
| Микита Кологривий    | Кощій, ватажок угрупування «Універсам», колишній в'язень                     |
| Юлія Александрова    | Світлана Михайлівна, мама Андрія                                             |
| Антон Васильєв       | Ільдар, міліціонер, друг мами Андрія                                         |
| Єлизавета Базикіна   | Наташа, медпрацівниця                                                        |
| Анастасія Красовська | Ірина Сергіївна, молода міліціонерка                                         |
| Анна Пересільд       | Айгуль, школярка, дівчина Марата                                             |
| Лев Зулькарнаєв      | Зима, школяр, учасник двірної банди                                          |
| Слава Копєйкін       | Турбо, школяр                                                                |
| Ярослав Могильніков  | Міша «Єралаш», учасник банди, жертва бійки                                   |
| Григорій Дудник      | Іскандер, школяр, жертва цькування                                           |
| Даня Кісельов        | Циган                                                                        |
| Андрій Максимов      | Жовтий, ватажок банди «Домобитовські»                                        |
| Лев Коткін           | Лапоть                                                                       |
| Іван Макаревич       | Джон                                                                         |

## Список серій
| № серії | Опис серії | Дата прем'єри     |
| ------- | --- | ----------------- |
| 1       | Андрій, школяр із інтелігентної родини, стикається в автобусі із хуліганом. Цього ж дня він дізнається, що хулігана звуть Марат, і тепер Андрій буде його репетитором з англійської мови. На відміну від Андрія, Марат виріс на вулиці, його старший брат — Вова, який проходить службу в Афганістані, вважається одним із найшанованіших людей у районі. Після чергового нападу однокласників Андрій просить Марата взяти його у банду, але той відмовляється поручитись за хлопця. Тоді Андрій бере справу до своїх рук. | 9 листопада 2023  |
| 2       | Андрій змінює зачіску та запрошує в кіно свою дільничну міліціонерку. Пацани дають Андрію прізвисько («поганяло») Пальто. Заради матері Андрія Марат вирішує підставити своїх пацанів, які виграли у наперстки її шапку та гроші. Кощію це не подобається. Батькові Марата боляче бачити ким стає його син. Андрія виганяють з уроку музики через стрижку та розбиті пальці. Ільдар, майор міліції, намагається допомогти сім'ї Андрія, яка залишилася без грошей. Для цього він вимагає, щоб хлопчик здав йому безпритульних хлопців із вулиці. У той самий час він є коханцем матері Андрія. Вова повертається із Афганістану. Він підходить до Кощея, щоб з'ясувати стосунки з матір'ю Андрія. Ірина приходить вибачитися перед Андрієм та запрошує його на вечірку. Вова пропонує хлопцям нову схему заробітку та віддає Андрію борг. Завдяки новому «підробітку» Єралаш купує довгоочікуваний подарунок для своєї бабусі. Айгуль тікає із Маратом на дискотеку. Єралаш стає жертвою хлопців із іншого угруповання. З подачі Андрія на дискотеці розпочинається масова бійка. | 9 листопада 2023  |
| 3       | Пацани урочисто вручають матері Андрія нову шапку. Після звістки про смерть Єралаша пацани починають масову бійку із сусіднім угрупуванням, це стає помилкою. Кирило виявляється винним у тому, що залишив Мішу вмирати. Ільдар називає Андрію ім'я того, хто причетний до смерті Єралаша. Друзі Ірини відмовляються перебувати в одній кімнаті з Андрієм. У відповідь Андрій грає їм на роялі. Марата виганяють із дому за те, що він напав на свою вчительку та вкрав шапку. Кощій вимагає зам'яти справу Єралаша, але Вова йде наперекір його наказу і їде в інший район. Іра приходить до Андрія до лікарні. Андрій вирішує самостійно помститися за Єралаша. | 16 листопада 2023 |
| 4       | Героям серіалу доводиться терміново забирати своїх друзів з лікарні, щоб врятувати їх від угруповання «Хаді Такташ». Вова підтримує рішення Андрія помститися за Єралаша. Андрій уперше приходить на репетицію до друзів Іри. Марат говорить музикантам усе, що про них думає. Мама намагається влаштувати Андрія до Суворовського училища, але за зухвалість його виганяють під час співбесіди. Матері ж він бреше, що його прийняли. Айгуль дає зрозуміти Марату, що з нею не можна поводитися так, як він звик. Вова та його хлопці кидають виклик Кощію і зміщують його. Тепер головним в угрупуванні стає Вова. Ільдар намагається вигнати з квартири Андрія його друга Марата, але мати Андрія сама виганяє його. Андрієві загрожує реальне ув'язнення. Ільдар пропонує йому допомогу, допоки не пізно. Для мами Андрія стає великим ударом, коли виявляється, що подарунок від Марата вкрадений. | 23 листопада 2023 |
| 5       | Вбивця Єралаша виживає, а Вова «Адідас» особисто просить лікаря пройти медичне обстеження та приїжджає до «Хаді Такташ», щоб оголосити війну закінченою та розпочати бізнес. Вова закохується в Наташу, медсестру, яка врятувала йому життя, і залицяється до неї, але Наталя боїться Вову і тримається осторонь. Мама Андрія від пережитого стресу потрапляє до психіатричної клініки. Органи опіки загрожують забрати маленьку сестричку Андрія. З побутовими проблемами йому допомагає інспектор Ірина. Знову з'являється покровитель сім'ї Ільдар, який, дізнавшись про хворобу коханої, обіцяє Андрію та Юлі, що він усе вирішить. Бізнес Адідаса перетворюється на відеосалон, де крутять касети з вкраденого Андрієм відеомагнітофона. Салон починає приносити гроші. Однак про це дізнається сусідня банда. Вони вриваються в салон, б'ють Турбо, викрадають Айгуль та відеомагнітофон. Ватажок банди Жовтий пред'являє Вові, що відеомагнітофон вкрали у людини, яку вони «захищали» і яка ділилася з ними заробітком. Жовтий вимагає з'ясування стосунків зі старшим. Проте Вова заявляє, що Кощея більше немає на вулиці і тепер Вова — лідер угруповання. Жовтий приїжджає разом із усією своєю бандою і б'є Зиму, Марата та Вову. Вони намагаються поставити Адідаса на коліна і змусити його вибачатися. Марату на його очах ріжуть вухо і Вова здається — вибачається. Жовтий відпускає їх, забирає «Волгу» батька Марата та Вови, і виставляє їм рахунок у 300 рублів «за нерви». Діставшись штабу, Вова бере пістолет і йде в кафе, де знаходиться банда Жовтого. Там він застає зґвалтовану Айгуль, стріляє у покидьків та вбиває Жовтого. Адідас забирає змучену дівчину та їде на «Волзі» батька. | 30 листопада 2023 |
| 6       | Вова приводить Айгуль до підвалу і передає Марату. Той відводить її батькам. Поки в лікарні Марату зашивають рану, Вова запрошує на побачення медсестру Наташу. Ільдар із міліціонерами приїжджає до кафе, де бачить труп Жовтого. Мама Айгуль викликала міліцію, але батько проти того, щоб когось шукали, бо це «ганьба». Вова розповідає Марату про те, що зробили з Айгуль у кафе. Якщо інші учасники банди дізнаються про зґвалтування, то Марата «відшиють». Марат біжить до Айгуль і благає відповісти: «Чи було щось чи ні?» і кличе її ввечері на дискотеку, аргументуючи це тим, що, якщо вона поводитиметься як жертва, то до неї так і будуть ставитись. Вова Адідас розповідає пацанам про те, що трапилося і намагається встановити жорстку дисципліну: тренує хлопців, не потураючи навіть своєму братові Марату. Під час цих сцен камера показує членів угруповання «Універсам», супроводжуючи кадри титрами, з яких ми дізнаємося, що майже всі з них, включаючи Зиму, будуть через кілька років убиті. Вова зустрічається з медсестрою Наташою. Вона, бачачи, як пацани «шакалять» хлопчика, свариться з Вовою через те, що він захищає пацанів, пояснюючи це тим, що це «пацанські справи», Наташа сказала, що він боягуз і пішла. Вова приводить увечері до вікна гуртожитку привівши постраждалого хлопчика, який розповідає, що йому повернули всі гроші. Наташа погоджується йти з Вовою на дискотеку. Андрій просить Ільдара забрати маму із психіатричної лікарні. Ільдар залишається у них, готує, пере речі, між справами здійснює дзвінки, з яких Андрій дізнається, що Вова оголошений у розшук за стрілянину в барі членів угруповання «Домобитовські». Айгуль перебуває у важкому емоційному стані: батьки відмовляються від розслідування справи, не намагаючись знайти ґвалтівника, бо бояться ганьби. Вона вирішується скористатись порадою Марата і втікає з дому на дискотеку. Турбо, побачивши в ДК одного з членів угруповання «Домобитовські», з'ясовує правду про зґвалтування та дає команду сповістити про це всіх. Прямо на дискотеці від Айгуль починають відвертатися подруги, вона тікає додому. Марат про це нічого не знає, оскільки його вивів покурити Зима. У квартирі Вови проходить обшук, його батько приголомшений і мовчазний: новина, що його сина звинувачують у вбивстві для нього стала справжнім ударом. Дружина батька заявляє Ільдару, який приїхав з обшуком, що Вова нагороджений за «Афган» медаллю від «самого Язова». Ільдар, зрозумівши, що це Андрій попередив Вову, відчитує хлопця. Андрій, розлютившись, йде з дому до інспектора Ірини Сергіївни додому, але застає її не одну, а з музикантом Джоном, з яким у нього вже було кілька сутичок. Джон б'є Андрія у живіт. Марат продовжує намагатись вийти на зв'язок із Айгуль. Батько супроводжує її на заняття в музичну школу, попутно лаючи її, мати теж не виявляє ні жалості, ні співчуття. Після короткої сварки з мамою Айгуль йде до балкона, стає на підвіконня. | 7 грудня 2023     |
| 7       | Вова Адідас продовжує будувати відносини з Наташою. Він ночує у неї в гуртожитку, вранці в гуртожиток пробирається Андрій і повідомляє, що Айгуль наклала на себе руки, викинувшись з вікна. Адідас забирає Марата зі школи і везе на цвинтар, де вони напиваються на могилі загиблого в Афганістані товариша Адідаса. Привівши Марата додому, Вова кричить тому, що Айгуль загинула, але Марат його вже не чує. Андрій з пацанами чатують на Джона в під'їзді і б'ють його, після чого Андрій вимагає, щоб той перестав залицятись до Ірини. Адідас зізнається Наташі, що вбив людину, заступившись за дівчину брата і тому тепер перебуває в бігах. Наталя пропонує йому пожити в будинку у її тітки в селі. Коли вони туди приїжджають, тітка оплакує свого загиблого сина, який виявляється тим самим Жовтим, якого раніше застрелив Адідас. Марат приходить до школи і там дізнається про смерть Айгуль. На похороні Жовтого один із членів його банди впізнає Адідаса і нападає на нього. Усвідомивши, що Адідас є вбивцею її двоюрідного брата, Наташа розриває з ним стосунки. Мати Андрія повертається додому, загубивши дочку, але навіть не усвідомлюючи цього. Андрій звертається за допомогою до пацанів та до Ірини. Колега Ірини, побачивши, що мати Андрія перебуває в неадекватному стані, викликає санітарів із психіатричної лікарні, які знову її забирають. Турбо знаходить сестру Андрія у залі гральних автоматів та повертає її додому. Пацани зустрічаються з Адідасом, який повідомляє, що відходить від справ та призначає старшим Зиму. Додому до Андрія приходять міліціонери разом із Іриною, щоб їх обох передати органам опіки, але Андрій втікає до пацанів. Турбо та Зима вирішують, що Андрій поки що може пожити в качалці. В цей час приходить Марат, і Турбо пояснює йому, що той вчинив не за поняттями, коли продовжив спілкуватися з Айгуль після її зґвалтування і нічого не сказав пацанам. Марата «відшивають» з банди, але коли Турбо його б'є, з'являються дружинники на чолі з Коневичем. Коневич показує Марату їхній штаб, де вони займаються виробництвом джинсів, і пропонує приєднатися, проте той відмовляється. Джон кидає Ірину. Коневич приводить Марата до Ільдара, той обіцяє покарати ґвалтівника Айгуль в обмін на допомогу від Марата. Андрій заходить до Марата, після розмови Марат натякає, щоб Андрій не приходив завтра на тренування пацанів. Наступного дня під час тренування приходить Марат і розпочинає бійку з Турбо. У цей час з'являється міліція, всіх пацанів, включаючи Андрія, затримують, а Турбо підкидають пістолет, з якого було застрелено Жовтого. | 14 грудня 2023    |
| 8       | Після затримання міліціонер з'ясовує імена та кликчи пацанів. Марат приходить до Ільдара, який несподівано влаштовує йому очну ставку з колишнім членом угрупування «Універсам» Кирилом. Кирило повідомляє, що Жовтого вбив не Турбо, якому Марат підкинув револьвер, а брат Марата Вова. Ільдар пояснює Марату, що відбитки пальців залишаються не лише на зброї, а й на гільзах, тому експертиза все одно визначить справжнього вбивцю. Ільдар відпускає Андрія і повідомляє, що розриває стосунки з його матір'ю і каже йому йти, маючи на увазі, що він допоміг йому востаннє. Андрій приходить у качалку, але зустрічає там Кощея та його соратників. Кащій каже, що ніякого «Універсаму» більше немає і він усіх «відшиває», Андрія б'ють і наказують завтра принести 100 рублів. Вова чекає Марата на вулиці, просить його винести щось поїсти і дає грошей купити щось батькові на ювілей, але Марат кидає гроші і звинувачує Вову в тому, що трапилося з Айгуль. Коли Марат заходить додому, батько говорить йому все, що про нього думає, але в цей час приходить Коневич із почесною грамотою за «допомогу у затриманні злочинця», і пропонує Марату вступити до Комсомолу. Андрій приходить до Ірини, щоб дізнатися, де його сестра, та дізнається, що Ірина забрала її до себе і зараз оформлює опікунство. Ірина каже Андрієві, що він теж зможе жити в неї, якщо знову не стане на криву доріжку. Ільдар приходить до гуртожитку Наташі та пропонує їй переконати Вову написати явку з повинною, щоб у такий спосіб зменшити термін. У цей час до гуртожитку приходить Вова, між ним та Ільдаром відбувається бійка, Вова перемагає і біжить разом із Наташою. Марат приходить на збори з прийому до Комсомолу (на якому також присутні Ірина та Андрій, якого вона привела), але оскільки у нього немає піонерської краватки, він відбирає її у школяра в туалеті. Марат правильно відповідає на ідеологічні питання, його приймають до Комсомолу. Після зборів Марат та Андрій зустрічаються за будівлею школи. Марат звинувачує Андрія, що той «пришився до ментів», але Андрій спростовує це і, у свою чергу, звинувачує Марата, що той здав пацанів. Марат звинувачує пацанів у тому, що вони зацькували Айгуль, і заявляє, що «є закони вище за пацанські». У відповідь Андрій заявляє йому, що Марат більше не пацан. Марат накидується на Андрія, між ними зав'язується бійка, у якій Андрій перемагає. Наташа купує квитки до Адлера і бачить на вокзалі розшукувальне оголошення на Вову. Вона повертається, повідомляє про це Вові і каже, що не може тікати разом із ним. Між ними відбувається любовна сцена. Міліціонери, на чолі з Ільдаром, приходять на роботу до батька Вови та Марата. Вова викрадає «Жигулі» і вони разом із Наташею їдуть із міста. На виїзді їх зупиняє патруль, але Наташа переконує інспектора ДАІ виїхати на неіснуючу ДТП у протилежний від їхнього шляху бік. Вова дзвонить додому, Діляра повідомляє йому, що за ними стежить міліція, його батько перебуває в передінфарктному стані, але все одно збирається відзначати ювілей. Ірина робить сюрприз Андрію, привівши їх із сестрою до матері до психіатричної лікарні. Коли по радіо грає музика, мати пропонує запросити Ірину на танець, що Андрій і робить. Мати просить Андрія наступного разу принести торт, Андрій вирішує збігати по нього прямо зараз. На ринку його впізнає власник відеосалону, у якого Андрій з пацанами раніше викрали обладнання. Комерсант нападає на Андрія, валить його на землю, після чого утримує до приходу міліції. Вова та Наташа повертаються до Казані, Вова хоче привітати батька. Вова заходить на ювілей до батька, де, крім нього, більше нікого немає. Вову впізнає офіціант і дзвонить до міліції. У батька з Вовою відбувається важка розмова про скоєне Вовою вбивство, після чого батько зрікається сина. У цей час приїжджає наряд міліції на чолі з Ільдаром. Вові вдається знешкодити кількох міліціонерів і відібрати пістолет, але Ільдар стріляє йому в спину на очах Наташі і Вова вмирає в неї на руках. У міліції Коневич заводить Марата до туалету, де той бачить Коліка, який зґвалтував Айгуль. Коневич виходить, а Марат накидається на Коліка і сильно його б'є. Серія закінчується сценою у колонії для неповнолітніх. Вихованці колонії на сцені співають «Седая ночь» гурту «Ласковый май», а Андрій, який відбуває термін за крадіжку відеомагнітофона, акомпанує їм на піаніно | 21 грудня 2023    |

## Саундтрек
| Виконавець                   | Трек                |
| ---------------------------- | ------------------- |
| Solovyova, Ziborov           | «Котылу»            |
| Xloers                       | Loneliness          |
| Xloers                       | Lunacy              |
| «АИГЕЛ»                      | «Пыяла»             |
| «Альянс»                     | «На заре»           |
| Віктор Цой, «Кино»           | «Перемен»           |
| Віллі Токарєв                | «В шумном балагане» |
| Володимир Кузьмін            | «Только ты и я»     |
| Єгор Лєтов                   | «Зоопарк»           |
| Ігор Тальков                 | «Летний дождь»      |
| «Комбинация»                 | «Не забывай»        |
| «Міраж»                      | «Новый герой»       |
| «Міраж»                      | «Снова вместе»      |
| «Міраж»                      | «Солнечное лето»    |
| «Міраж»                      | «Я не шучу»         |
| Стас Намін, «Цветы»          | «Богатырская сила»  |
| Юрій Шатунов, «Ласковый май» | «Розовый вечер»     |
| Юрій Шатунов, «Ласковый май» | «Седая ночь»        |

## Реліз та сприйняття
Перші дані про вихід серіалу з'явилися в серпні 2023 року після прем'єри тизеру. Виробництвом займалися кінокомпанії TOOMUCH Production та «НМГ Студія» за підтримки російського «Інституту розвитку інтернету». Серіал має вісім серій, його показ почався 9 листопада 2023 року в онлайн-кінотеатрах Wink та Start .

### У Росії
«Слово пацана» перемогло в головній номінації фестивалю «Новый сезон» 2023 — «Найочікуваніший серіал».
Серіал отримав змішане сприйняття. Критики здебільшого хвалили акторську гру, костюми й декорації, а також відсутність романтизації бандитизму й насильства. Більш неоднозначний прийом отримало похмуре зображення реалій 1980-х і використання як основи історичного «казанського феномена» сплеску бандитизму в ті часи. Заразом під впливом серіалу виникли віртуальні спільноти школярів у Telegram, де організовувався поділ Татарстану на зони впливу й реальні бійки. З впливом «Слова пацана» спершу пов'язувалося реальне вбивство школяра в Іркутську.
На думку російського кінокритика Антона Хитрова, «Слово пацана» — дуже сучасний для Росії 2020-х років серіал, оскільки соціальні умови двох епох подібні. Самих «пацанів», тобто радянську молодь, можна сприймати як дітей, які надто захопилися грою в закрите чоловіче товариство, або ж як «державу в державі», що виникає, коли законна держава занепадає й не може гарантувати їхню безпеку. За словами критика, «Розчарувавшись у соціалізмі, „пацани“, по суті, вигадують кустарний капіталізм зі своїми специфічними заповідями: життя — боротьба, хто сильніший, той і правий, обман і насильство — молодецтво і зухвалість. По суті це серіал про те, як ідеалізм компрометує себе і заміщується цинізмом».
РИА Новости похвалило роботу з декораціями та костюмами, що точно відтворюють епоху кінця СРСР. Проте зауважувалося, що іноді костюми мають символічне значення, а насправді так не одягалися (наприклад, школярі-хулігани носять піонерські краватки, а Айгуль ходить в будній день у шкільному фартусі). Також «Деколи героїв починає зносити у відвертий пафос, а окремі жаргонізми, якими намагаються замінити вуличне арго, не вписуються в зображувані реалії». На думку видання, фільм не закликає до насильства, а показує його безперспективність, розвіює романтизований образ 80-х і натомість показує їх як епоху «запеклої боротьби за владу на всіх рівнях». Тому «Слово пацана» характеризувалося як серіал-попередження.

### В Україні
Серіал здобув певну популярність серед української аудиторії. Це стало приводом до активних обговорень стосовно прийнятності споживання російського контенту під час війни. Пісня «Пыяла» (з татарської мови «Скло») із серіалу очолила топ-100 України на Apple Music.